# Casa Motes (la Pobla de Segur)
La Casa Motes és una obra de la Pobla de Segur (Pallars Jussà) inclosa a l'Inventari del Patrimoni Arquitectònic de Catalunya.

## Descripció
Antic edifici entre mitgeres, enlairat al turó del nucli antic, amb façana a sobre de la ribera del Flamicell i al carrer Major. Té cellers, tres plantes d'alçada i golfes. Destaquen les façanes, la posterior comunicada amb l'edifici veí, formant dues galeries amb voladís de la coberta. La del carrer té la planta baixa amb carreus de pedra i porta amb un gran bloc a la llinda. La resta estava amb arrebossat, deteriorat, rematant amb un voladís amb boquets de la coberta de teula àrab.

## Història
És una de les quatre primeres cases del vell assentament de la Pobla de Segur, després del desplaçament del nucli del Pui Vell.